# Park Narodowy Doñana
Park Narodowy Doñana (hiszp. Parque Nacional de Doñana, [ˈpaɾke naθioˈnal de doˈɲana]) w Hiszpanii rozciąga się na powierzchni 50 720 ha, na południowym zachodzie Półwyspu Iberyjskiego. Większość jego obszaru należy do prowincji Huelvy, część (o niewielkim znaczeniu ekologicznym) do prowincji Sewilli.
Park został założony w 1969, a w 1984 wpisany na listę światowego dziedzictwa UNESCO.
Nazwa parku (zwanego przez wielu Hiszpanów Parkiem Narodowym Doñi Any) prawdopodobnie pochodzi od Doñi Any de Mendoza i Silva, żony siódmego diuka Medina Sidonia, Don Alonso Péreza de Guzmán. Był on panem na tych włościach po tym, jak kupił miejscowość Almonte i w 1589 zbudował pałac w sąsiedztwie rozlewisk rzeki Gwadalkiwir, przekształcając okolicę w rejon polowań dla arystokratów.
Park słynie z bogatej fauny. Występują tu m.in.: ryś iberyjski, orzeł iberyjski, gadożer, orzełek włochaty, warzęcha, modrzyk zwyczajny, czerwonak, jeleń, daniel, dzik i różne gatunki gadów.
Sporą część parku stanowią mokradła, które są ostoją flamingów i wielu innych gatunków ptaków wodno-błotnych. Pozostałe fragmenty to część pustynno-wydmowa i las śródziemnomorski, głównie sosnowy.
W pobliżu parku leży miasteczko El Rocío, słynące z corocznego odpustu parafialnego.
Park wystawiony jest na liczne zagrożenia dla jego systemu ekologicznego (związany z turystyką rozwój miasta Matalascañas czy niesprecyzowane jeszcze plany budowy drogi ekspresowej łączącej prowincje Huelvy i Kadyksu). Ponadto płynące do Sewilli duże statki towarowe powodują wysokie fale, które są przyczyną erozji brzegów i zmniejszania się powierzchni parku narodowego o kilka hektarów rocznie.